# Microstylum albimystaceum
Microstylum albimystaceum là một loài ruồi trong họ Asilidae. Microstylum albimystaceum được Macquart miêu tả năm 1855. Loài này phân bố ở vùng nhiệt đới châu Phi.